# Tanemichi Aoyama
Tanemichi Aoyama (jap. 青山胤通 Aoyama Tanemichi; ur. 15 czerwca 1859 w Edo, zm. 23 grudnia 1917) – japoński lekarz.

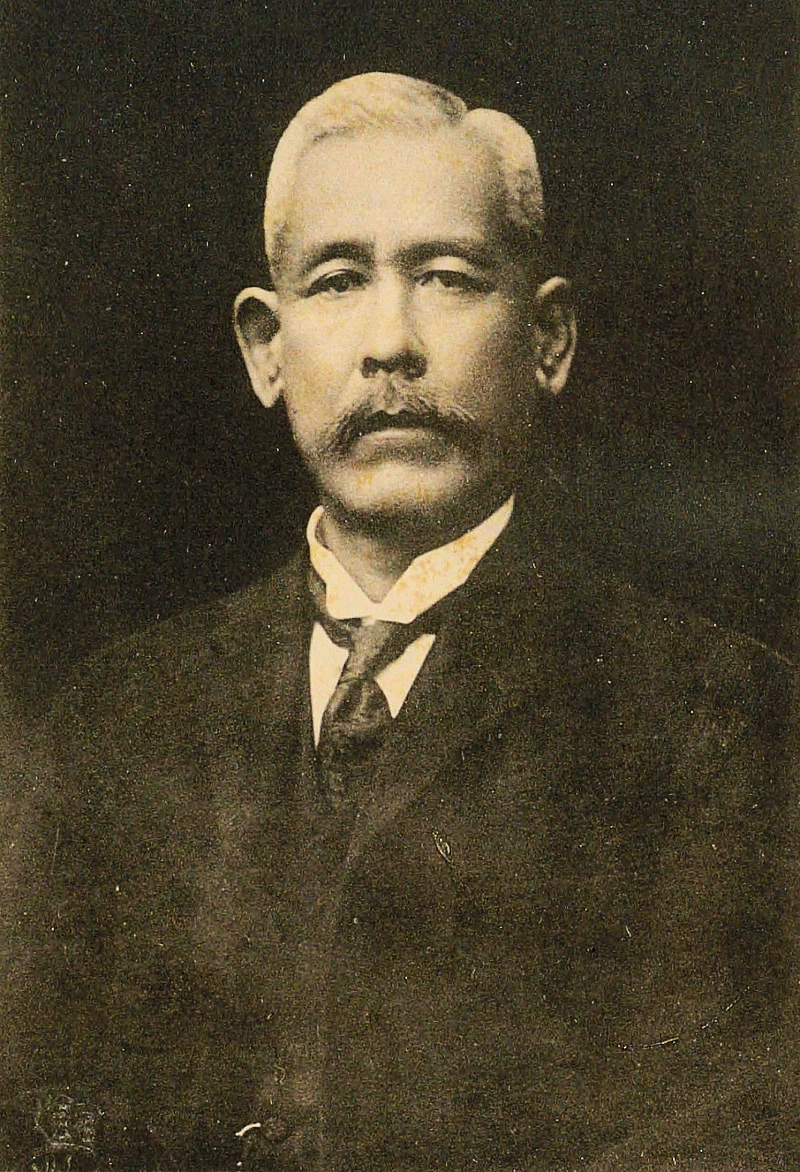
Tanemichi Aoyama

W 1906 roku został członkiem Cesarskiej Japońskiej Akademii (jap. 日本学士院 Nippon gakushi in), w 1916 roku otrzymał order pierwszej klasy, a w 1917 roku tytuł Danshaku (barona).
Urodził się 15 czerwca 1859 roku w Edo (obecne Tokio) jako syn Kagemichi Aoyama z klanu Naeki. Do 14 roku życia uczył się japońskiej literatury i języka chińskiego, następnie w Tokio rozpoczął naukę niemieckiego. Od 1878 roku studiował medycynę w szkole medycznej Uniwersytetu Tokio, gdzie jego nauczycielami byli Gierke, Ziegel, Langgard, Ahldorff, Schultze, Baelz i Scriba. Ukończył studia w 1882 roku. Został wysłany w 1883 roku na dalszą naukę do Berlina, gdzie przebywał przez 4 lata.
Po powrocie do Japonii od razu został profesorem, później dyrektorem szkoły medycznej Uniwersytetu Tokio, dyrektorem Instytutu Chorób Zakaźnych i nadwornym lekarzem cesarza Mutsuhito. W 1901 roku założył japoński Instytut Badań Nowotworów.
Zmarł w 1917 roku, jego grób znajduje się w Taitō.

## Wybrane prace
- Über indirekte Kernteilung und corpora amylacea in einem Brustkrebs. Virchow's Archiv Bd. 106